# William John Macquorn Rankine

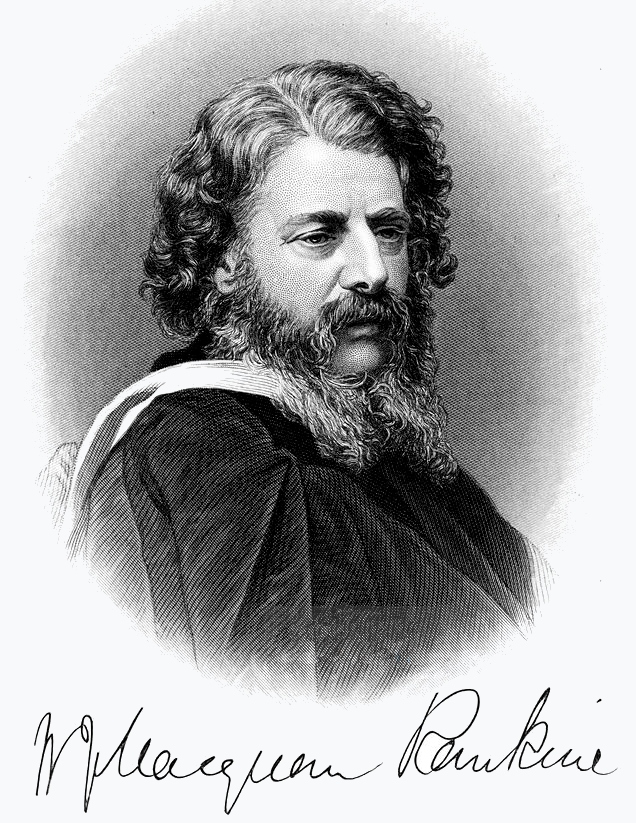
William Rankine.

William John Macquorn Rankine (Edinburgh, 5 juli 1820 — Glasgow, 24 december 1872) was een Schots ingenieur en natuurkundige. Hij had zeer uiteenlopende interesses; in zijn jeugd interesseerde hij zich voor plantkunde, muziektheorie en getaltheorie en in zijn latere jaren voor wiskunde en techniek.
Samen met Rudolf Clausius en William Thomson wordt hij gerekend tot de grondleggers van de thermodynamica. Tevens ontwikkelde hij de theorie achter de stoommachine, voerde begrippen als kinetische en potentiële energie in en onderzocht hij schokgolven en metaalmoeheid. Naar William Rankine is een temperatuurschaal vernoemd, bekend als de Rankine-schaal.

## Levensloop
Rankine was de zoon van de beroepsmilitair en later civiel ingenieur David Rankine en de bankiersdochter Barbara Grahame uit Glasgow. Hij was het tweede kind, maar zijn oudere broer overleed op jonge leeftijd. Door zijn slechte gezondheid werd hij vooral thuis onderwezen. Hij volgde slechts enige jaren middelbare school in Ayr en in Glasgow, nadat de familie daar in 1830 heen was verhuisd. Hij had in zijn jeugdjaren een uitgesproken interesse voor muziek en wiskunde. Na het lezen, op veertienjarige leeftijd, van Isaac Newton's grootste werk Principia Mathematica (1687) in het Latijn raakte hij geïnteresseerd in de natuurkunde.
Op zestienjarige leeftijd in 1836 begon hij de studie natuurwetenschappen aan de Universiteit van Edinburgh, waar hij onder andere werd onderwezen in natuurfilosofie bij James David Forbes en in de natuurlijke historie bij Robert Jameson. In die tijd las hij ook veel werk van filosofen van de Schotse verlichting. Aan de universiteit ontving hij twee onderscheidingen voor essays over methoden van natuurkundige onderzoek en over de golftheorie van het licht, maar maakte de opleiding niet af.
In 1838 verliet hij de universiteit en werd assistent bij de Iers civiel ingenieur John Benjamin MacNeill. Hij werkte hier aan het ontwerp van spoorlijnen, de aanleg van havens en de bouw van riolering. Tegelijkertijd begon hij met het schrijven van artikelen, die onder andere door de Britse "Institution of Civil Engineers" werden gepubliceerd. In 1855 werd hij aangesteld als hoogleraar Civiele Techniek en Werktuigbouwkunde aan de Universiteit van Glasgow.
In 1849 werd Rankine lid van de Royal Society of Edinburgh en in 1853 van de Royal Society in Londen. Hij was verder lid van de Koninklijke Zweedse Maatschappij der Wetenschappen en de Amerikaanse American Academy of Arts and Sciences. In 1857 richtte hij een Schotse tak van de "Institution of Civil Engineers" op en was tot 1870 de eerste voorzitter. In 1857 ontving Rankine een eredoctoraat van het Trinity College in Dublin.
Rakine was verder een getalenteerd muzikant en speelde cello, piano en zong. Hij schreef ook gedichten, die postuum als verzameld werk zijn gepubliceerd.

## Werk
Naast zijn werk als civiel ingenieur heeft Rankine verschillende bijdragen aan de wetenschap geleverd. Zo schreef hij standaardwerken over mechanica, over de theorie en praktijk van stoommachines, over de beginselen van civiele techniek en over werktuigbouwkundige constructieprincipes. Hiermee leverde hij een belangrijke bijdrage aan formalisatie van de technische wetenschappen, wat in die tijd nationaal en internationaal tot voorbeeld werd van Europa tot Amerika en Japan.
Bijzonder aan zijn werk was dat Rankine een brug wist te slaan tussen de ingenieurspraktijk en het wetenschappelijke onderzoek. Wetenschap in die tijd was vooral puur en abstract en werd door ingenieurs gewantrouwd. Naar de geest van Francis Bacon en Thomas Reid wist Rankine het wetenschappelijk onderzoek dienstbaar te maken aan de praktijk. Zo heeft hij met zijn natuurwetenschappelijk onderzoek en theorievorming een belangrijk aandeel geleverd aan de thermodynamica. Daarbij bouwde hij voort op het werk van Benoît Clapeyron, Sadi Carnot en J.P. Joule.

### Werktuigbouwkundig onderzoek

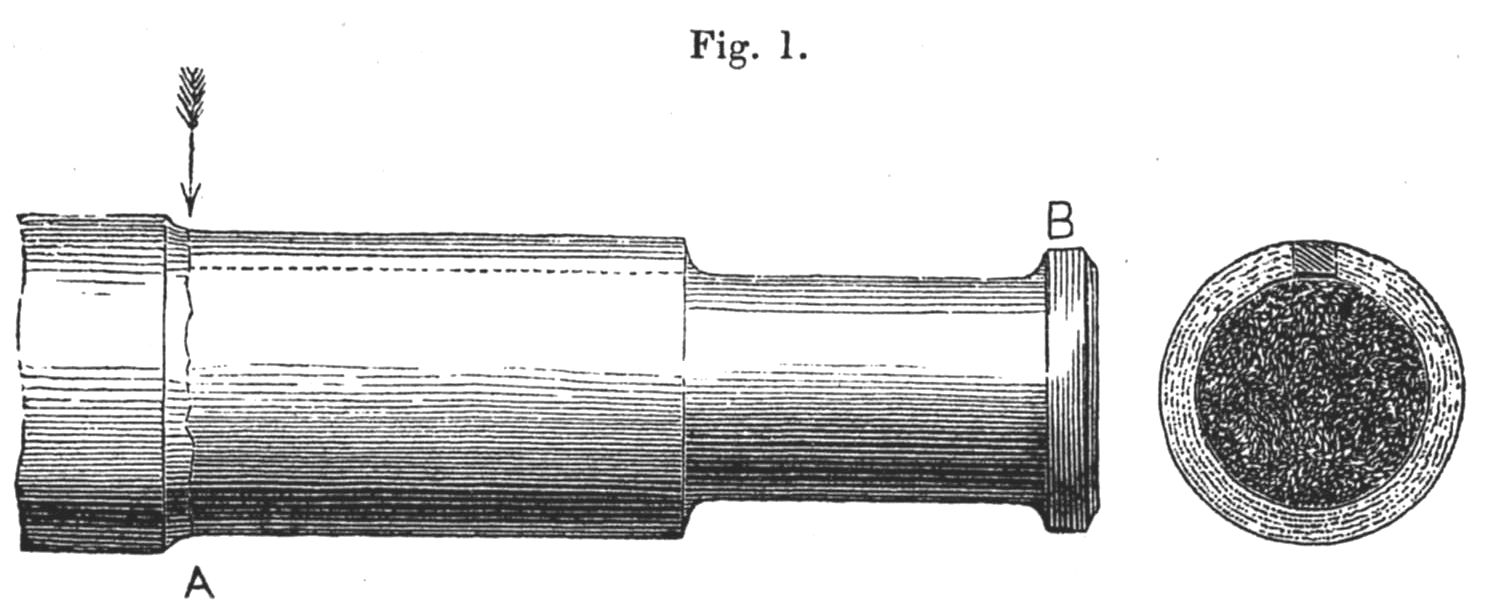
Tekening van metaalmoeheid, 1843.

Mede op suggestie van zijn vader, die veel afwist van het spoorwezen, hield Rankine zich aanvankelijk bezig met de werktuigbouwkunde. Zijn eerste publicatie, uit 1842, was getiteld "An Experimental Inquiry into the Advantage of Cylindrical Wheels on Railways". In het jaar erop presenteerde hij een artikel over de metaalmoeheid die optrad in de assen van locomotieven. Hij toonde aan dat breuken in assen ontstonden door een geleidelijke degeneratie, die hij fatigue (vermoeiing) noemde. Dit verschijnsel deed zich vooral voor bij scherpe overgangen in de constructie, en hij adviseerde dan ook deze overgangen af te ronden.
Op het gebied van de statica heeft hij methoden ontwikkeld voor het berekenen van de verdeling van krachten in bouwconstructies en onderzoek verricht naar de stabiliteit van gebouwen. Hij verdiepte zich ook in de hydrodynamica en het ontwerpen van schepen.

### Het kenobject van de natuurkunde
Naast zijn bijdragen aan de technische wetenschappen begon Rankine in de loop van de jaren 40 van de negentiende eeuw met zijn natuurwetenschappelijke onderzoek. Rankine was van jongs af aan gefascineerd door stoommachines, wat door zijn werk bij de spoorwegen een nieuwe dimensie had gekregen. Door experimenten met thermodynamische processen zocht hij naar fundamentele wetten. In gedachten ging Rankine nog een stuk verder en filosofeerde hij over het wezen van het universum en het kenobject van de natuurkunde. Zo stelde hij in 1852 over wat later de wet van behoud van energie ging heten:
"The experimental evidence is every day accumulating, of a law which has long been conjectured to exist,—that all the different kinds of physical energy in the universe are mutually convertible, —that the total amount of physical energy, whether in the form of visible motion and mechanical power, or of heat, light, magnetism, electricity, or chemical agency, or in other forms not yet understood, is unchangeably the transformations of its different portions from one of those forms of power into another, and their transference from one portion of matter to another, constituting the phaenomena which are the objects of experimental physics".
"(Vertaling) Met de dag neemt het experimentele bewijsmateriaal toe voor een lang vermoede wet: dat alle soorten natuurkundige energie van het heelal in elkaar kunnen worden omgezet en dat de totale hoeveelheid van natuurkundige energie - hetzij in de vorm van zichtbare beweging en mechanisch vermogen of als warmte, licht, magnetisme, elektriciteit, chemische energie of in andere nog onbegrepen vormen - onveranderlijk is bij de gedeeltelijke omzetting van de ene naar de andere soort energie en bij hun overdracht van het ene stuk materie naar het andere. Deze omzetting en overdracht van energie vormen samen de verschijnselen die de experimentele natuurkunde bestudeert."
Rankine zag een verband tussen het geheel van natuurkundige verschijnselen van zichtbare beweging en mechanisch vermogen, warmte, licht, magnetisme, elektriciteit tot chemische energie. Het idee van de uitwisselbaarheid van alle deze vormen van energie en de wetten die hieraan ten grondslag liggen werkte hij later uit in zijn theorie over de energetica. Om dit geheel van natuurkundige verschijnselen bespreekbaar te maken kwam hij met een hypothese van moleculaire wervels om de moleculaire opbouw van materie te beschrijven.

### Hypothese van moleculaire wervels
Een centrale aanname in het natuurwetenschappelijk werk van Rankine was zijn hypothese van de moleculaire wervels (wervelingen op moleculaire schaal), ook wel "centrifugaaltheorie van elasticiteit" genoemd. Volgens deze hypothese bestond alle materie uit moleculen opgebouwd uit atoomkernen omgeven door een elastische atmosfeer, die door aantrekkende krachten op zijn plaats werd gehouden. Hierbij stelde Rankine bovendien bij benadering dat warmte een soort trilling was van de rond de atoomkern draaiende atmosfeer en licht in feite een trilling die voortkwam uit de beweging van de atoomkernen en verder werd verspreid dankzij de onderlinge aantrekking en afstoting van deze kernen. Aan de atmosfeer zelf schreef Rankine mechanische eigenschappen toe. Het verband tussen licht en warmte lag volgens hem in de overgang van beweging van de atmosfeer naar de atoomkernen.
Deze hypothese bood hem een model voor zijn theorievorming over licht en warmte. Zo verklaarde hij de dubbelbreking van licht als de overdracht van beweging van de atmosfeer naar de atoomkernen en vice versa. Ook kwam hij van deze hypothese tot zijn vergelijkingen over gas en warmte. Hij ging een stap verder en werkte aan een algemene theorie over de mechanische actie, die warmte teweeg kon brengen. Hij toonde hierbij aan dat een bepaalde hoeveelheid warmte verdween en kwam hiermee tot zijn eigen formulering van de Tweede wet van de thermodynamica. In Rankines theorie van stoommachines speelde deze hypothese verder geen rol, maar kwam wel weer terug in Rankines theorie van energetica.
Deze hypothese had destijds enige invloed. Zo gebruikte James Clerk Maxwell haar in zijn artikel "On Physical Lines of Force" uit 1861. Hij veronderstelde dat de magnetische krachtlijnen in een stof gedragen werden door een zee van moleculaire wervels, die gedeeltelijke bestaan uit ether en gedeeltelijk uit gewone materie.

### Theorie en uitwerkingen van thermodynamica
Door zijn hypothese van moleculaire wervels had hij in 1849 het verband gevonden tussen verzadigdedampdruk en temperatuur. Het jaar daarop vond hij enkele verbanden tussen de grootheden temperatuur, druk en gasdichtheid en beschreef de latente warmte bij verdamping van een vloeistof. Rankine voorspelde terecht dat de soortelijke warmte van verzadigde stoom negatief zou zijn.
Op theoretisch gebied heeft Rankine een belangrijke bijdrage geleverd aan de elementaire begripsvorming. Zo voerde hij de naam "energie" in voor de fundamentele fysieke grootheid die voorheen als "vitale kracht" bekendstond. Ook was hij de eerste die energieoverdracht bij bijvoorbeeld stoommachines beschreef als een omzetting van warmte in kinetische energie.
Rankine stelde op basis van zijn eigen theorie dat de maximale efficiëntie van warmtemotoren uitsluitend zou afhangen van de temperatuurschommelingen waaraan deze motoren tijdens het werken onderhevig zijn. Op basis van Rankines ideeën ontwikkelde de Pruisische Rudolf Clausius het Carnot-proces. Rankines werk op het gebied van de thermodynamica is verder opgepakt door James Clerk Maxwell.
Rankine herformuleerde later de resultaten van zijn eigen theorie over de bewegingen van moleculen met energie en energietransformatie. Hij stelde daarbij dat de effectieve energie (actual energy) bij dynamische processen verloren ging en werd vervangen door potentiële energie, een idee dat toen al enige tijd in een bepaalde vorm bekend was als de wet van energiebehoud.
In 1859 stelde Rankine zijn Rankine-schaal voor, voor het meten van absolute temperaturen.

### Energetica
In het artikel "Outlines of the Science of Energetics" uit 1855 mengde Rankine zich in het wetenschapsfilosofische debat over de deductieve en inductieve wijze van kennisverwerving en de rol van de hypothese hierbij. Rankine was van mening dat de hypothese, die hij hypothetische theorie noemde, slechts een noodzakelijke tussenstap was om de beschouwing van verschijnselen te vereenvoudigen. Hiermee was het mogelijk te komen tot een formulering van een abstracte theorie, die via inductie kan worden gepostuleerd.
In het verlengde van zijn hypothese van moleculaire wervels en zijn uitwerking in de thermodynamica poneerde Rankine een nieuwe theorie, waarin de dynamica werd behandeld aan de hand van energie en energietransformatie in plaats van kracht en beweging. Hiermee bracht hij alle in die tijd bekende natuurkrachten onder in een universele theorie: een theorie over de algemene wet, die alle transformatie van energie reguleert. Die noemde hij de wetenschap van energetica. Deze theorie werd vooral in de tweede helft van de 19e eeuw vaak genoemd en vormde een voorbeeld voor verdere speculatie hierover van onder andere Ernst Mach en Wilhelm Ostwald.

### Mathematische fyisca
Met bijdragen aan de theorie van elasticiteit en van golven heeft Rankine een belangrijke bijdrage geleverd aan de toenmalige ontwikkeling van de mathematische fysica.

## Publicaties
- 1858. Manual of Applied Mechanics. London and Glasgow : Richard Griffin and Company.
- 1859. Manual of the Steam Engine and Other Prime Movers. London and Glasgow : Richard Griffin and Company.
- 1862. Manual of civil engineering. London : Griffins, Bohn and Company.
- 1866. Useful rules and tables relating to mensuration, engineering, structures. London : Charles Griffins and Company.
- 1869. Machinery and Millwork. London: Griffin Publication
- 1873. A Mechanical Text - Book or, Introduction to the Study of Mechanics and Engineering. With Edward Fisher Bamber. London: Griffin Publication.
- 1881. Rankine's Scientific Papers. Met een levensbeschrijving door Prof. P.G. Tait. London : Griffin Publication.

Artikelen, een selectie
- 1850. "Mechanical Action of Heat". Voorlezing aan de Royal Society of Edinburgh
- 1852. "On the means of improving the water-supply of Glasgow"
- 1853. "General Law of Transformation of Energy". Voorlezing aan de Glasgow Philosophical Society
- 1855. "Outlines of the Science of Energetics". In Proceedings of the Philosophical Society of Glasgow.
- 1857. "On the stability of loose earth". In: Phil.Trans.. Roy.Soc. Vol.147, pag. 9–27
- 1870. "On the Thermodynamic Theory of Waves of Finite Longitudinal Disturbance". In: Philosophical Transactions. London/Edinburgh, Vol. 160, pag. 270–288